# Patras Yusaf
Patras Yusaf (* 29. Juli 1936 in Francis Abad, Gujranwala, Pakistan; † 29. Dezember 1998 in Multan, Punjab) war ein pakistanischer Geistlicher und Bischof von Multan.

## Leben
Patras Yusaf studierte Philosophie und Katholische Theologie am Christ the King Seminary in Karatschi. Er empfing am 29. Dezember 1965 das Sakrament der Priesterweihe.
1970 wurde Yusaf Generalvikar des Bistums Lyallpur. Er wurde 1976 in Rom im Fach Moraltheologie promoviert. Anschließend lehrte Yusaf am Christ the King Seminary in Karatschi.
Am 19. Dezember 1981 ernannte ihn Papst Johannes Paul II. zum Titularbischof von Sinnuara und bestellte ihn zum Weihbischof in Multan. Der emeritierte Bischof von Lyallpur, Francesco Benedetto Cialeo OP, spendete ihm am 19. Februar 1982 in der Cathedral of the Resurrection in Multan die Bischofsweihe; Mitkonsekratoren waren der Bischof von Multan, Ernest Bertrand Boland OP, und der Bischof von Lyallpur, Paolo Vieri Andreotti OP.
Am 20. Oktober 1984 ernannte ihn Johannes Paul II. zum Bischof von Multan. 